# Estréelles
Estréelles är en kommun i departementet Pas-de-Calais i regionen Hauts-de-France i norra Frankrike. Kommunen ligger i kantonen Étaples som tillhör arrondissementet Montreuil. År 2022 hade Estréelles 343 invånare.

## Befolkningsutveckling
Antalet invånare i kommunen Estréelles
| Referens: INSEE |